# La Pàtria (partit polític)
La Pàtria (en alemany Die Heimat), l'anteriorment conegut com Partit Nacional Democràtic d'Alemanya o NPD (Nationaldemokratische Partei Deutschlands) és un partit polític alemany d'orientació neofeixista a l'oposició tant als partits de dretes com d'esquerres.

## Història
Fou fundat el 28 de novembre de 1964 com fusió d'antics partits nacionals, socialistes i feixistes alemanys que foren il·legalitzats, Sozialistische Reichspartei i Deutsche Reichspartei, o que electoralment quedaren fora del Bundestag (antic Reichstag) com el Deutsche Partei.
Entre 1966 i 1972 va tenir representació parlamentària en set Landtag (Parlament regional):
Baviera (15), Baden-Württemberg (12), Baixa Saxònia (10), Bremen (8), Hessen (8), Renània-Palatinat (4) i Schleswig-Holstein (4). Després d'això l'NPD començà a perdre tota representació parlamentària regional. A escala federal, mai tingué cap diputat.
Als anys setanta, es va crear un altre partit d'extrema dreta, la DVU (Deutsche Volksunion, Unió del Poble Alemany). La dècada dels vuitanta estigué marcada pèl retrocés del nacionalisme a nivell mundial. A Alemanya nasqué en aquell període el Partit dels Republicans (Republikaner o "els REPs"), que va aconseguir entrar en el Parlament Europeu, però no al Bundestag, i va caure en les eleccions posteriors a la reunificació.
Amb la integració de l'ex RDA el 1990, la nova República Federal incorporà un gran nombre de persones descontentes tant amb el comunisme, representat pel PDS (Partit del Socialisme Democràtic), i el liberalisme representat per la CDU (Unió Demòcrata Cristiana), sortint d'aquesta última diversos militants cap al REP y posteriorment cap a l'NPD.
És la dècada dels noranta la que marcà el repunt interior de l'NPD, a càrrec del qual va quedar Udo Voigt, un ex-militar federal de tendència moderada dintre del NPD i del nacionalisme alemany en general. Aquest ha aconseguit acords amb altres líders del sector, com Franz Schönhuber, el fundador del REPs, avui mort, i sobretot amb Gerhard Frey, el dirigent de la DVU. Si bé no es procedí a la fusió dels tres partits, NPD i DVU varen establir llistes electorals de comú acord. En l'actualitat, si a un Land l'NPD presenta candidats, el DVU no ho fa, i viceversa. Aquesta nova política d'amistat (en l'anomenat Volksfront o Front Popular) ha portat al NPD a obtenir representació al parlament Saxó el 2004 (més del 9% de l'electorat, superant inclús al Partit Socialdemòcrata) i a Mecklemburg-Pomerània amb més del 7%, el 2006.
Un intent del ministre de l'interior, Otto Schily, de prohibir l'NPD el 2003 no va aconseguir tenir èxit al descobrir-se, durant el transcurs del procés d'il·legalització, que almenys un terç dels dirigents nacionals del partit eren agents infiltrats del Ministeri de l'Interior alemany, en el que suposà un cert escàndol polític que invalidà les possibilitats d'il·legalització, ja que es descobrí que eren precisament aquests líders els que fomentaven alguns actes violents que podrien ésser imputable a l'NPD.
Un problema constant del NPD és la falta de finançament. Després d'aconseguir representació parlamentària, el partit esperava solucionar aquest problema a través de la finançament pública de partits. No obstant això, després que es coneguessin reiterades falsificacions en els informes financers del partit dels últims anys, l'Administració Parlamentària alemanya li exigí la devolució de tota la finançament pública a partir de 1997, en total uns 870.000 €. A conseqüència d'això, l'NPD va haver d'acomiadar deu dels dotze col·laboradors de la seva oficina federal i d'hipotecar gran part de la seva propietat immobiliària.

## Estructura i orientació

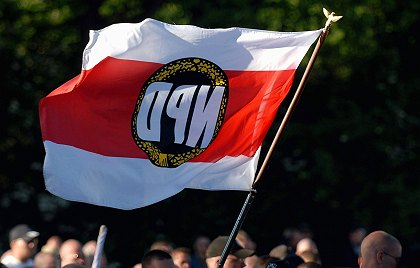
Bandera del NPD

Es pot caracteritzar l'NPD com a organització radical amb tendències nacionalsocialistes; molts dels funcionaris del partit mantenen relacions directes amb grups neonazis radicals i militants. El portaveu del partit és Udo Voigt des del 1996, altres funcionaris importants són el portaveu del partit al parlament de l'estat de Saxònia, Holger Apfel, i Peter Marx, que és portaveu del partit a Renània-Palatinat i la persona més important que formula l'estratègia política i econòmica per als partits als parlaments, de 2004 fins al 2006 a Saxònia i després a Mecklemburg-AntPomerània.
Tradicionalment, l'NPD es caracteritzà per la radicalitat del seu discurs ideològic i per la falta d'organització quan estava representat a un parlament regional. En els últims anys, això no obstant, s'ha observat la tendència de l'NPD a tractar de crear certa estabilitat al seu treball parlamentari a Saxònia i a Mecklemburg-AntPomerània, pretenent semblar una alternativa electoral seriosa que es preocupa dels problemes de les "persones del carrer" per obrir-se al major nombre de votants possibles. Tot i això, el programa polític i la ideologia de la majoria dels militants del partit segueixen sent d'extrema dreta. Tots els altres partits alemanys amb representació parlamentària a escala federal (socialdemòcrates, democratacristians, socialcristians, verds, lliberals i neocomunistes) o regional exclouen qualsevol pacte o cooperació amb l'NPD.
En l'actualitat, l'NPD té al voltant de 7.000 militants.

## Joventuts
La joventut del partit és la JN (Junge Nationaldemokraten/Joventut Nacionaldemòcrata), la qual compta amb prop de 400 membres a nivell federal. El seu president federal és Stefan Rochow i la seva "central" es troba a Saxònia.

## Resultats electorals
|      | BW    | BY    | BE    | BR    | HB    | HH    | HE    | MV   | NI    | NW    | RP   | SL    | SN    | ST    | SH    | TH    |
| ---- | ----- | ----- | ----- | ----- | ----- | ----- | ----- | ---- | ----- | ----- | ---- | ----- | ----- | ----- | ----- | ----- |
| 1966 |       | 7,4%  |       |       |       | 3,9%  | 7,9%  |      |       |       |      |       |       |       |       |       |
| 1967 |       |       |       |       | 8,8%  |       |       |      | 5,3%  |       | 6,8% |       |       |       | 5,8%  |       |
| 1968 | 9,8%  |       |       |       |       |       |       |      |       |       |      |       |       |       |       |       |
| 1969 |       |       |       |       |       |       |       |      |       |       |      |       |       |       |       |       |
| 1970 |       | 2,9%  |       |       |       | 2,7%  | 3,0%  |      | 3,2%  | 1,1%  |      | 3,4%  |       |       |       |       |
| 1971 |       |       |       |       |       |       |       |      |       |       | 2,7% |       |       |       |       |       |
| 1972 | n. a. |       |       |       |       |       |       |      |       |       |      |       |       |       |       |       |
| 1973 |       |       |       |       |       |       |       |      |       |       |      |       |       |       |       |       |
| 1974 |       | 1,1%  |       |       |       | 0,8%  |       |      |       |       |      |       |       |       |       |       |
| 1975 |       |       |       |       |       |       |       |      |       |       | 1,1% |       |       |       |       |       |
| 1976 | 0,9%  |       |       |       |       |       |       |      |       |       |      |       |       |       |       |       |
| 1977 |       |       |       |       |       |       |       |      |       |       |      |       |       |       |       |       |
| 1978 |       | 0,6%  |       |       |       | 0,3%  |       |      |       |       |      |       |       |       |       |       |
| 1979 |       |       |       |       |       |       |       |      |       |       | 0,7% |       |       |       |       |       |
| 1980 |       |       |       |       |       |       |       |      |       |       |      |       |       |       |       |       |
| 1981 |       |       | n. a. |       |       |       |       |      |       |       |      |       |       |       |       |       |
| 1982 |       | 0,6%  |       |       |       | n. a. |       |      |       |       |      |       |       |       |       |       |
| 1983 |       |       |       |       |       |       |       |      |       |       |      |       |       |       |       |       |
| 1984 |       |       |       |       |       |       |       |      |       |       |      |       |       |       |       |       |
| 1985 |       |       | n. a. |       |       |       |       |      |       |       |      | 0,7%  |       |       |       |       |
| 1986 |       | 0,7%  |       |       |       |       |       |      |       |       |      |       |       |       |       |       |
| 1987 |       |       |       |       |       | 0,1%  |       |      |       |       |      |       |       |       | n. a. |       |
| 1988 | 2,1%  |       |       |       |       |       |       |      |       |       |      |       |       |       | n. a. |       |
| 1989 |       |       | n. a. |       |       |       |       |      |       |       |      |       |       |       |       |       |
| 1990 |       |       | n. a. | n. a. |       |       |       | 0,2% |       |       |      | n. a. | n. a. | 0,1%  |       | n. a. |
| 1991 |       |       |       |       | n. a. | n. a. | n. a. |      |       |       | 0,9% |       |       |       |       |       |
| 1992 | 0,9%  |       |       |       |       |       |       |      |       |       |      |       |       |       | n. a. |       |
| 1993 |       |       |       |       |       | n. a. |       |      |       |       |      |       |       |       |       |       |
| 1994 |       |       |       |       |       |       |       | 0,1% |       |       |      |       |       |       |       |       |
| 1995 |       |       | n. a. |       | 0,1%  |       | 0,3%  |      |       | n. a. |      |       |       |       |       |       |
| 1996 | n. a. |       |       |       |       |       |       |      |       |       | 0,4% |       |       |       | n. a. |       |
| 1997 |       |       |       |       |       | 0,1%  |       |      |       |       |      |       |       |       |       |       |
| 1998 |       | 0,2%  |       |       |       |       |       | 1,1% | n. a. |       |      |       |       | n. a. |       |       |
| 1999 |       |       | 0,8%  | 0,7%  | 0,3%  |       | 0,2%  |      |       |       |      | n. a. | 1,4%  |       |       | 0,2%  |
| 2000 |       |       |       |       |       |       |       |      |       | 0,0%  |      |       |       |       | 1,0%  |       |
| 2001 | 0,2%  |       | 0,9%  |       |       | n. a. |       |      |       |       | 0,5% |       |       |       |       |       |
| 2002 |       |       |       |       |       |       |       | 0,8% |       |       |      |       |       | n. a. |       |       |
| 2003 |       | n. a. |       |       | n. a. |       | n. a. |      | n. a. |       |      |       |       |       |       |       |
| 2004 |       |       |       | n. a. |       | 0,3%  |       |      |       |       |      | 4,0%  | 9,2%  |       |       | 1,6%  |
| 2005 |       |       |       |       |       |       |       |      |       | 0,9%  |      |       |       |       | 1,9%  |       |
| 2006 | 0,7%  |       | 2,6%  |       |       |       |       | 7,3% |       |       | 1,2% |       |       | n. a. |       |       |
| 2007 |       |       |       |       | n. a. |       |       |      |       |       |      |       |       |       |       |       |
| 2008 |       |       |       |       |       |       | 0,9%  |      | 1,5%  |       |      |       |       |       |       |       |